# ジョー・ロバーツ
ジョー・ロバーツ（Joe Roberts, 1871年2月2日 - 1923年10月28日）は、1920年代に活躍したアメリカの喜劇俳優。6フィート3インチ（約191センチ）という巨体の大男で愛称はビッグ・ジョー（Big Joe）。バスター・キートン主演・監督のサイレント映画などに出演した。

## 主な出演作品
- 1920年『文化生活一週間（キートンのマイホーム）』(One Week)
- 1920年『キートンの囚人13号（ゴルフ狂の夢）』(Convict 13)
- 1920年『キートンの案山子（スケアクロウ）』(The Scarecrow)
- 1920年『キートンの隣同士』(Neighbors)
- 1921年『キートンの化物屋敷』(The Haunted House)
- 1921年『キートンのハード・ラック（悪運）』(Hard Luck)
- 1921年『キートンの強盗騒動（悪太郎）』(The Goat)
- 1921年『キートンの即席百人芸（キートンの一人百役）』(The Playhouse)
- 1922年『キートンの白人酋長（キートンのハッタリ酋長）』(The Paleface)
- 1922年『キートンの警官騒動』(Cops)
- 1922年『太古の恋人』(The Primitive Lover)
- 1922年『キートン半殺し（キートンの華麗なる一族）』(My Wife's Relations)
- 1922年『キートンの鍛冶屋』(The Blacksmith)
- 1922年『キートンの北極無宿』(The Frozen North)
- 1922年『キートンの電気屋敷（電気館）』(The Electric House)
- 1922年『成功成功（キートンの白日夢）』(Day Dreams)
- 1923年『捨小舟』(The Love Nest)
- 1923年『キートンの恋愛三代記（滑稽恋愛三代記）』(The Three Ages)
- 1923年『荒武者キートン（キートンの激流危機一髪!）』(Our Hospitality)